# Kasteel Poilvache
De middeleeuwse ruïnes van het kasteel en het versterkte dorp Poilvache bevinden zich op het grondgebied van Houx, een deel van de Belgische gemeente Yvoir, op de rechteroever van de Maas. Vanaf de rotsachtige heuvel waarop de vesting zich bevindt heeft men een goed uitzicht over de vallei van de Maas. De ruïnes zijn van archeologisch belang en worden beschermd als Uitzonderlijk Erfgoed van het Waals Gewest.

## Legenden
Volgens de legende stamt de hoogteburcht uit de tijd van Karel de Grote. Zij zou in het begin van de 9e eeuw gebouwd zijn door de Vier Heemskinderen, die zich op een onneembare rots verschanst hadden voor de woede van Karel de Grote. Deze was immers vastbesloten hen te vervolgen, omdat een van hen zijn neef had gedood. Hij belegerde de vesting en stak ze in brand, maar de vier Heemskinderen waren intussen al gevlucht in de Ardeense wouden.
De site van Poilvache werd mogelijk al in de eerste eeuwen van onze tijdrekening gebruikt als verschansing tegen invallende barbaren. De vesting bestond zeker al in 1228, toen ze in de archieven opdook onder de poëtische naam chastiau d'émeraude (smaragdkasteel), waarschijnlijk dankzij de diepgroene wouden die het omringden. Met de jaren verkortte de naam tot Méraude, en ten slotte kreeg het (in de tweede helft van de 13e eeuw?) de enigszins bevreemdende naam Poilvache (Koeienhaar). Voor de oorsprong van deze benaming worden volgende hypothesen weerhouden:
- De verovering van het kasteel zou mogelijk geworden zijn door een krijgslist van de inwoners van Dinant: ze hadden zich vermomd onder koeienhuiden en zouden zich op die manier te midden van een kudde levende koeien naar binnen hebben laten smokkelen.
- De naam zou afgeleid zijn van een scheldwoord Pillans-vacca (Veedieven), omdat de bewoners van de burcht regelmatig koeien gingen stelen bij de boeren in de omgeving, die bij het prinsbisdom Luik hoorden
- De weilanden nabij het dorp, waar de boeren hun vee lieten grazen werden vaak door koude wind geteisterd, waardoor de haren van de koeien rechtop gingen staan.

## Geschiedenis
In 1199 verkreeg Ermesinde van Luxemburg bij de dood van haar vader Hendrik de Blinde een deel van het graafschap Namen, gelegen op de rechter oever van de Maas, waartoe ook het kasteel behoorde. Ermesinde, die voor de tweede maal getrouwd was met Walram III van Limburg (1180 - 1226), schonk het kasteel aan Isabella van Bar, een dochter uit haar eerste huwelijk (met Theobald I van Bar) na de dood van Walram. In deze periode werd het versterkt en groeide het uit tot een echt politiek en militair centrum. Isabella's agressieve echtgenoot, Walram van Monschau, verbrak immers een vredesverdrag met de Luikse prins-bisschop Johan II van Rummen (1229 - 1238) die zijn leger uitstuurde om het kasteel te belegeren. De Luikse troepen leden in 1238 een smadelijke nederlaag en moesten de aftocht blazen, nadat hun prins-bisschop ziek was geworden en in Dinant overleed.
Na de dood van haar echtgenoot schonk Isabella in 1254 haar kasteel van Méraude aan haar halfbroer Hendrik de Blonde, waardoor het opnieuw in Luxemburgse handen kwam. Hendrik liet het bestuur van de kastelnij over aan een plaatsvervangend provoost (prévôt). 
Pas onder de regering van kleinzoon Hendrik VII begon de bloeiperiode van Poilvache, dat de grootste burcht van de Maasvallei werd. Deze vorst ontdekte het uitzonderlijke belang van de vesting: zij lag op een boogscheut van de industriesteden Dinant (prinsbisdom Luik) en Bouvignes (graafschap Namen) en beheerste het handelsverkeer op de Maas in beide richtingen, naar Luik én naar Frankrijk. Hendrik liet de kans op extra inkomsten niet onbenut, en installeerde, vermoedelijk in 1296, een muntslagerij binnen de veilige muren van Poilvache, dat uitgroeide tot een heuse nederzetting, bewoond door edelsmeden en muntslagers met hun families. De munten die uit de ateliers van Poilvache kwamen (en het opschrift Moneta Meraudensis) droegen waren een gewild betaalmiddel in het hertogdom Brabant, het graafschap Namen en het prinsbisdom Luik.
Op kerkelijk vlak hing de nederzetting van Poilvache af van de abdij van Floreffe.
De hele omgeving had erg te lijden onder de bloedige veten tussen Dinant en Bouvignes. Rond 1312 veroverden de Dinantezen de vesting en brachten ze zware schade toe.
In 1342 kwam Poilvache opnieuw in handen van de graven van Namen, toen graaf van Luxemburg, Jan de Blinde, het verkocht aan Maria van Artesië (de weduwe van graaf Jan I van Namen), die het op haar beurt in 1353 schonk aan haar zoon Willem (I). Maar zijn zoon Jan III zou in 1421 het hele graafschap, inclusief Poilvache, verkopen aan de Bourgondische hertog Filips de Goede. 
Uit vrees dat de traditionele geschillen tussen Luik en Namen opnieuw tot een oorlog zouden leiden, liet Filips de Goede grootscheeps verdedigingswerken uitvoeren. Dit was blijkbaar tevergeefs, want in de zomer van 1430 kwam prins-bisschop Johan VIII van Heynsberg met een groot leger van 30.000 man, versterkt met manschappen uit Dinant en Hoei, Poilvache belegeren. Ondanks het heldhaftig verzet van de belegerden, was de vesting niet bestand tegen het zware Luikse geschut. Om zich ervan de verzekeren dat Poilvache nooit meer een bedreiging zou vormen voor zijn ondernemende stad Dinant, liet de prins-bisschop de vesting ontmantelen en de gebouwen met de grond gelijkmaken.
In 1554 ten slotte vernielden de binnenvallende Franse troepen van koning Hendrik II wat er nog restte van het eens zo machtige Poilvache. Het gilde van muntslagers overleefde nog een tijdje de sluiting van hun werkplaatsen en de verwoesting van het kasteel, tot ze door Filips II in 1598 opgeheven werd.
In de 18e eeuw behoorde het grondgebied van Poilvache aan de vorsten van de Oostenrijkse Nederlanden, tot keizer Jozef II het in 1782 verkocht aan een smid uit Yvoir. Sindsdien bleven de ruïnes in handen van particulieren. Op 19 juli 1790, tijdens de Brabantse Omwenteling, vatten Oostenrijkse troepen er post, om vandaar uit de opstandelingen te bestoken, die op de tegenoverliggende Maasoever hadden postgevat.